# Saint-Nicolas-du-Bosc
Saint-Nicolas-du-Bosc är en kommun i departementet Eure i regionen Normandie i norra Frankrike. Kommunen ligger i kantonen Amfreville-la-Campagne som tillhör arrondissementet Bernay. År 2018 hade Saint-Nicolas-du-Bosc 301 invånare.

## Befolkningsutveckling
Antalet invånare i kommunen Saint-Nicolas-du-Bosc
Referens:INSEE